# بیورنار موکسنس
بیورنار موکسنس‌ (به نروژی: Bjørnar Moxnes) زاده ۱۹ دسامبر ۱۹۸۱م، در اسلو، یک سیاستمدار نروژی است.

بیورنار، از سال ۲۰۱۲م، رهبر حزب سرخ است. وی دارای مدرک کارشناسی در رشته جامعه‌شناسی از دانشگاه اسلو است. بیورنار موکسنس، از سال ۲۰۱۱ تا ۲۰۱۹ میلادی، عضو شورای شهر اسلو بود. وی از سال ۲۰۱۷م، به عنوان نماینده منتخب حوزه انتخاباتی اسلو، در مجلس ملی نروژ حضور داشته‌است.

## پیشینه
بیورنار موکسنس، پیش از به دست گرفتن رهبری حزب در سال ۲۰۱۲ میلادی، بین سال‌های ۲۰۰۴ تا ۲۰۰۶م، رهبر سازمان جوانان حزب سرخ؛ و سپس از سال ۲۰۱۰ تا ۲۰۱۲م، معاون رهبر تشکیلات اصلی حزب بود. وی اولین نماینده حزب در مجلس ملی نروژ، از زمان سازماندهی مجدد و تغییر نام  تشکیلات قبلی در سال ۲۰۰۷م، است. در آن سال حزب با کسب ۶٫۳ درصد آرای اسلو؛ و ۲٫۴ درصد آرای سراسری، بهترین نتیجه انتخابات پارلمانی خود را تا آن زمان، به دست آورد.
 بیورنار موکسنس، از سال ۲۰۱۷م، عضو مجلس ملی نروژ، است.
انتخابات سال ۲۰۲۱م، موفقیت بزرگی برای حزب سرخ بود، یعنی زمانی که حزب حمایت خود را دو برابر کرد و ۴٫۷ درصد آرا را به دست آورد. بیورنار موکسنس، به عنوان یک سیاستمدار ماهر و ثابت ظاهر شده؛ و شخصاً اعتبار زیادی را برای پیشرفت حزب کسب کرده‌است. این حزب در سال ۲۰۲۱م، هشت کرسی درمجلس ملی نروژ را به خود اختصاص داد.